# Coupe d'Océanie de football 2000
La Coupe d'Océanie de football 2000 est une compétition qui a eu lieu à Tahiti du 19 au 28 juin 2000.

## Tournois qualificatifs
Deux compétitions régionales servent de tour préliminaire à la Coupe d'Océanie des nations : la Coupe de Polynésie et la Coupe de Mélanésie. Les deux premiers de chaque tournoi obtiennent leur billet pour la phase finale.

### Coupe de Mélanésie
- La Coupe de Mélanésie 2000 se déroule à Suva aux îles Fidji du 8 au 15 avril 2000.

| Rang | Équipe                    | Pts | J | G | N | P | Bp | Bc | Diff |  | Résultats                 |  |     |     |     |     |
| ---- | ------------------------- | --- | - | - | - | - | -- | -- | ---- |  | ------------------------- |  | --- | --- | --- | --- |
| 1    | Fidji                     | 10  | 4 | 3 | 1 | 0 | 13 | 4  | +9   |  | Fidji                     |  | 2-2 | 4-1 | 2-1 | 5-0 |
| 2    | Îles Salomon              | 7   | 4 | 2 | 1 | 1 | 10 | 9  | +1   |  | Îles Salomon              |  |     | 2-1 | 2-4 | 4-2 |
| 3    | Vanuatu                   | 6   | 4 | 2 | 0 | 2 | 12 | 7  | +5   |  | Vanuatu                   |  |     |     | 6-0 | 4-1 |
| 4    | Nouvelle-Calédonie        | 6   | 4 | 2 | 0 | 2 | 11 | 11 | 0    |  | Nouvelle-Calédonie        |  |     |     |     | 6-1 |
| 5    | Papouasie-Nouvelle-Guinée | 0   | 4 | 0 | 0 | 4 | 4  | 19 | -15  |  | Papouasie-Nouvelle-Guinée |  |     |     |     |     |

Les Îles Fidji, vainqueurs de la Coupe de Mélanésie, déclarent finalement forfait pour la Coupe d'Océanie de football, à la suite du coup d'État en mai. Le Vanuatu, 3e, récupère la place laissée vacante.

### Coupe de Polynésie
- La Coupe de Polynésie 2000 se déroule à Papeete à Tahiti du 6 au 14 juin 2000.

| Rang | Équipe            | Pts | J | G | N | P | Bp | Bc | Diff |  | Résultats         |  |     |     |     |      |
| ---- | ----------------- | --- | - | - | - | - | -- | -- | ---- |  | ----------------- |  | --- | --- | --- | ---- |
| 1    | Tahiti            | 12  | 4 | 4 | 0 | 0 | 30 | 2  | +28  |  | Tahiti            |  | 2-0 | 2-1 | 8-1 | 18-0 |
| 2    | Îles Cook         | 9   | 4 | 3 | 0 | 1 | 8  | 5  | +3   |  | Îles Cook         |  |     | 3-2 | 2-1 | 3-0  |
| 3    | Samoa             | 6   | 4 | 2 | 0 | 2 | 13 | 6  | +7   |  | Samoa             |  |     |     | 4-0 | 6-1  |
| 4    | Tonga             | 3   | 4 | 1 | 0 | 3 | 4  | 15 | -11  |  | Tonga             |  |     |     |     | 2-1  |
| 5    | Samoa américaines | 0   | 4 | 0 | 0 | 4 | 2  | 29 | -27  |  | Samoa américaines |  |     |     |     |      |

## Premier tour
Les 6 équipes qualifiées pour la phase finale sont :
- Nouvelle-Zélande (tenant du titre) - qualifié d'office
- Australie - qualifié d'office
- Tahiti - vainqueur de la Coupe de Polynésie 2000
- Îles Salomon - finaliste de la Coupe de Mélanésie 2000
- Îles Cook - finaliste de la Coupe de Polynésie 2000
- Vanuatu - 3e de la Coupe de Mélanésie 2000 à la suite du forfait des îles Fidji

Les six équipes sont réparties dans deux groupes de trois. Les deux premiers de chaque poule se qualifient pour les demi-finales.
- Groupe A :  Australie,  Îles Salomon,  Îles Cook
- Groupe B :  Nouvelle-Zélande,  Tahiti,  Vanuatu

### Groupe A
| Classement final |              |     |   |   |   |   |    |    |      |
|                  | Équipe       | Pts | J | G | N | P | BP | BC | Diff |
| 1                | Australie    | 6   | 2 | 2 | 0 | 0 | 23 | 0  | +23  |
| 2                | Îles Salomon | 3   | 2 | 1 | 0 | 1 | 5  | 7  | -2   |
| 3                | Îles Cook    | 0   | 2 | 0 | 0 | 2 | 1  | 22 | -21  |

| 19 juin | Australie    | 17 | 0 | Îles Cook    |
| 21 juin | Îles Salomon | 5  | 1 | Îles Cook    |
| 23 juin | Australie    | 6  | 0 | Îles Salomon |

| 19 juin 2000 | Australie | 17 - 0 | Îles Cook | Stade Pater, Papeete                           |                                                |
|              | Agostino 18e, 68e · Muscat 21e, 45e (pen.) · Tiatto 24e · Foster 30e, 42e, 51e, 80e · Zdrilic 35e, 65e · Lazaridis 55e · Popovic 60e · Corica 70e · Zane 82e, 87e, 89e |        |           | Spectateurs : 1 000 Arbitrage : Ronan Leaustic | Spectateurs : 1 000 Arbitrage : Ronan Leaustic |

| 21 juin 2000 | Îles Salomon                                                  | 5 - 1 | Îles Cook    | Stade Pater, Papeete                          |                                               |
|              | Suri 33e · Menapi 47e · Samani 63e · Omokirio 74e · Kotto 88e |       | Shepherd 55e | Spectateurs : 1 000 Arbitrage : Harry Attison | Spectateurs : 1 000 Arbitrage : Harry Attison |

| 23 juin 2000 | Australie                                                                              | 6 - 0 | Îles Salomon | Stade Pater, Papeete                         |                                              |
|              | Chipperfield 6e · Zane 13e, 35e · Omokirio 36e (csc) · Muscat 39e (pen.) · Cardozo 43e |       |              | Spectateurs : 300 Arbitrage : Brian Precious | Spectateurs : 300 Arbitrage : Brian Precious |

### Groupe B
| Classement final |                  |     |   |   |   |   |    |    |      |
|                  | Équipe           | Pts | J | G | N | P | BP | BC | Diff |
| 1                | Nouvelle-Zélande | 6   | 2 | 2 | 0 | 0 | 5  | 1  | +4   |
| 2                | Vanuatu          | 3   | 2 | 1 | 0 | 1 | 4  | 5  | -1   |
| 3                | Tahiti           | 0   | 2 | 0 | 0 | 2 | 2  | 5  | -3   |

| 19 juin | Nouvelle-Zélande | 2 | 0 | Tahiti  |
| 21 juin | Nouvelle-Zélande | 3 | 1 | Vanuatu |
| 23 juin | Vanuatu          | 3 | 2 | Tahiti  |

| 19 juin 2000 | Nouvelle-Zélande               | 2 - 0 | Tahiti | Stade Pater, Papeete                         |                                              |
|              | Bouckenooghe 27e · Jackson 78e |       |        | Spectateurs : 1 000 Arbitrage : Eddie Lennie | Spectateurs : 1 000 Arbitrage : Eddie Lennie |

| 21 juin 2000 | Nouvelle-Zélande            | 3 - 1 | Vanuatu  | Stade Pater, Papeete                         |                                              |
|              | Killen 47e, 84e · Perry 56e |       | Iwai 14e | Spectateurs : 1 000 Arbitrage : Eddie Lennie | Spectateurs : 1 000 Arbitrage : Eddie Lennie |

| 23 juin 2000 | Vanuatu                       | 3 - 2 | Tahiti                         | Stade Pater, Papeete                       |                                            |
|              | Ben 49e · Iwai 60e · Tura 77e |       | Rousseau 2e (pen.) · Amaru 87e | Spectateurs : 300 Arbitrage : Eddie Lennie | Spectateurs : 300 Arbitrage : Eddie Lennie |

## Dernier carré
|  | Demi-finales     | Demi-finales     |                        |   | Finale           | Finale           |
|  | Demi-finales     | Demi-finales     |                        |   | Finale           | Finale           |
|  |                  |                  |                        |   |                  |                  |
|  | 25 juin          | 25 juin          |                        |   | 28 juin, Papeete | 28 juin, Papeete |
|  | 25 juin          | 25 juin          |                        |   | 28 juin, Papeete | 28 juin, Papeete |
|  | Australie        | 1                |                        |   | 28 juin, Papeete | 28 juin, Papeete |
|  | Australie        | 1                |                        |   | 28 juin, Papeete | 28 juin, Papeete |
|  | Vanuatu          | 0                |                        |   | 28 juin, Papeete | 28 juin, Papeete |
|  | Vanuatu          | 0                | Australie              | 2 |                  |                  |
|  | 25 juin          |                  | Australie              | 2 |                  |                  |
|  |                  | Nouvelle-Zélande | 0                      |   |                  |                  |
|  | Nouvelle-Zélande | Nouvelle-Zélande | 0                      | 2 |                  |                  |
|  | Nouvelle-Zélande |                  |                        | 2 |                  |                  |
|  | Îles Salomon     | 0                |                        |   |                  |                  |
|  | Îles Salomon     | 0                | Match pour la 3e place |   |                  |                  |
|  |                  |                  |                        |   |                  |                  |
|  | 28 juin          |                  |                        |   |                  |                  |
|  |                  |                  |                        |   |                  |                  |
|  | Vanuatu          | 1                |                        |   |                  |                  |
|  | Vanuatu          | 1                |                        |   |                  |                  |
|  | Îles Salomon     | 2                |                        |   |                  |                  |
|  | Îles Salomon     | 2                |                        |   |                  |                  |

### Demi-finales
| 25 juin 2000 | Australie        | 1 - 0 | Vanuatu | Stade Pater, Papeete                         |                                              |
|              | Muscat 5e (pen.) |       |         | Spectateurs : 300 Arbitrage : Brian Precious | Spectateurs : 300 Arbitrage : Brian Precious |

| 25 juin 2000 | Nouvelle-Zélande | 2 - 0 | Îles Salomon | Stade Pater, Papeete                       |                                            |
|              | Elliott 51e, 55e |       |              | Spectateurs : 500 Arbitrage : Eddie Lennie | Spectateurs : 500 Arbitrage : Eddie Lennie |

### Match pour la troisième place
| 28 juin 2000 | Îles Salomon                     | 2 - 1 | Vanuatu  | Stade Pater, Papeete                         |                                              |
|              | Menapi 53e · Omokirio 69e (pen.) |       | Bibi 35e | Spectateurs : 300 Arbitrage : Ronan Leaustic | Spectateurs : 300 Arbitrage : Ronan Leaustic |

### Finale
| Entraîneur : |
| Frank Farina |

| Entraîneur : |
| Ken Dugdale  |

| Entraîneur : |
| Frank Farina |

| Entraîneur : |
| Ken Dugdale  |

## Meilleurs buteurs
5 buts
- Craig Foster
- Clayton Zane

4 buts
- Kevin Muscat

## Sources et liens externes
- (en) Feuilles de matchs et infos sur RSSSF
- (en) « Socceroos Realm - Oceania Nations Cup 2000 », sur home.alphalink.com.au (consulté le 25 mars 2015)